# Trnavský kraj
Trnavský kraj jedna od administrativnih regija (pokrajina) Slovačke. Pokrajine sadrži sedam okruga, a središte regije je grad Trnava. 

## Stanovništvo
| Godina:     | 1994.   | 2004.   | 2014.   | 2024.   |
| ----------- | ------- | ------- | ------- | ------- |
| Broj ljudi: | 547 173 | 553 198 | 558 677 | 565 900 |
| Razlika:    |         | +1,10 % | +0,99 % | +1,29 % |

| Godina:     | 2023.   | 2024.   |
| ----------- | ------- | ------- |
| Broj ljudi: | 566 114 | 565 900 |
| Razlika:    |         | −0,03 % |

## Popis okruga (slovački: okres)
- Okrug Dunajská Streda
- Okrug Galanta
- Okrug Hlohovec
- Okrug Piešťany
- Okrug Senica
- Okrug Skalica
- Okrug Trnava

1. ↑  Hustota obyvateľstva - obce [om7015rr_obc=AREAS_SK, v_om7015rr_ukaz=Rozloha (Štvorcový meter)]. Statistical Office of the Slovak Republic. 31. ožujka 2025. Pristupljeno 31. ožujka 2025.
2. ↑  Počet obyvateľov podľa pohlavia - obce (ročne) [om7102rr_obce=AREAS_SK]. Statistical Office of the Slovak Republic. 31. ožujka 2025. Pristupljeno 31. ožujka 2025.
3. 1 2  Počet obyvateľov podľa pohlavia - obce (ročne) [om7102rr_obce=AREAS_SK]. Statistical Office of the Slovak Republic. 31. ožujka 2025. Pristupljeno 31. ožujka 2025.